# Li Bing

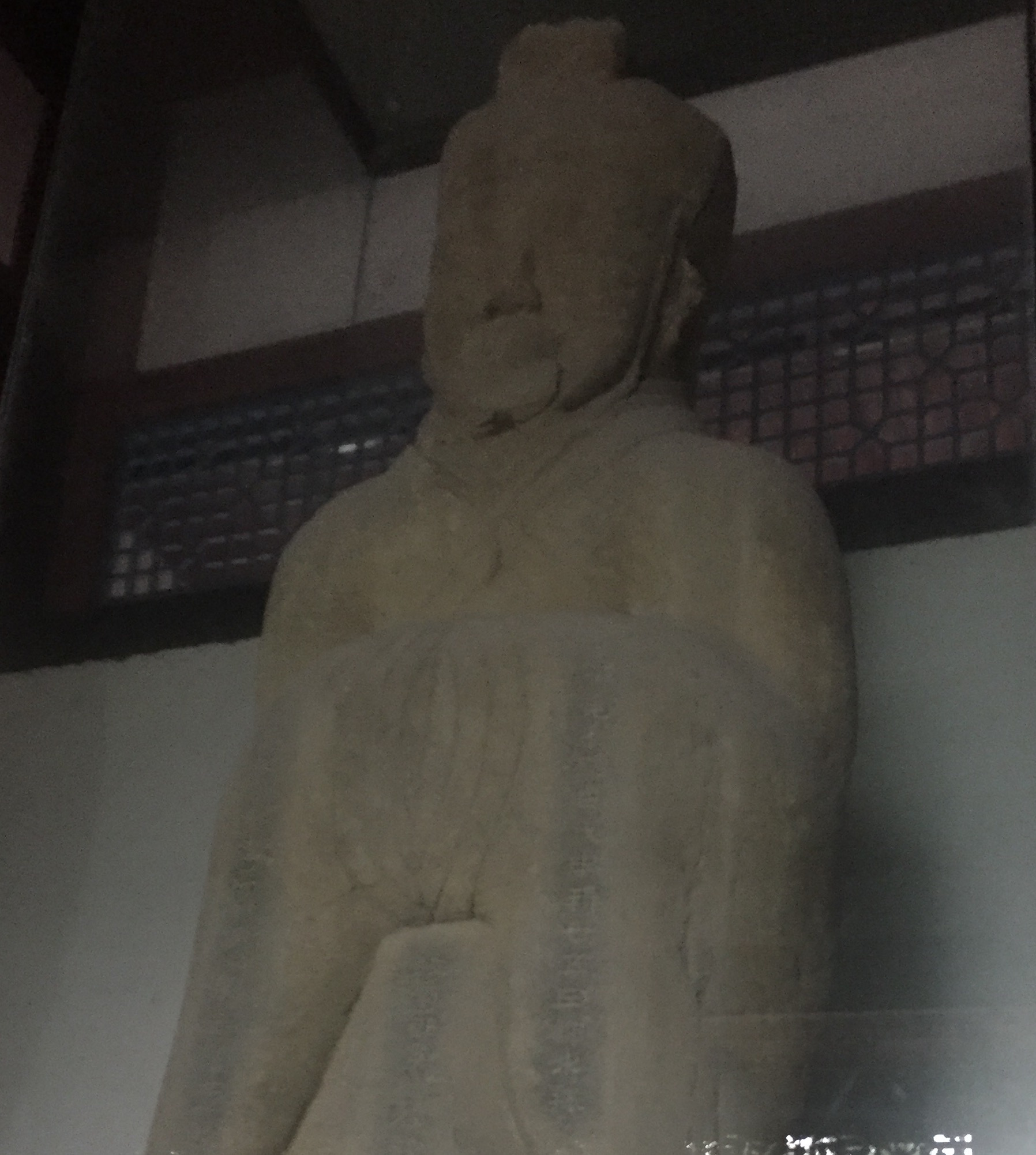
Skulptur av Li Bing utställd vid Dujiangyans bevattningssystem.

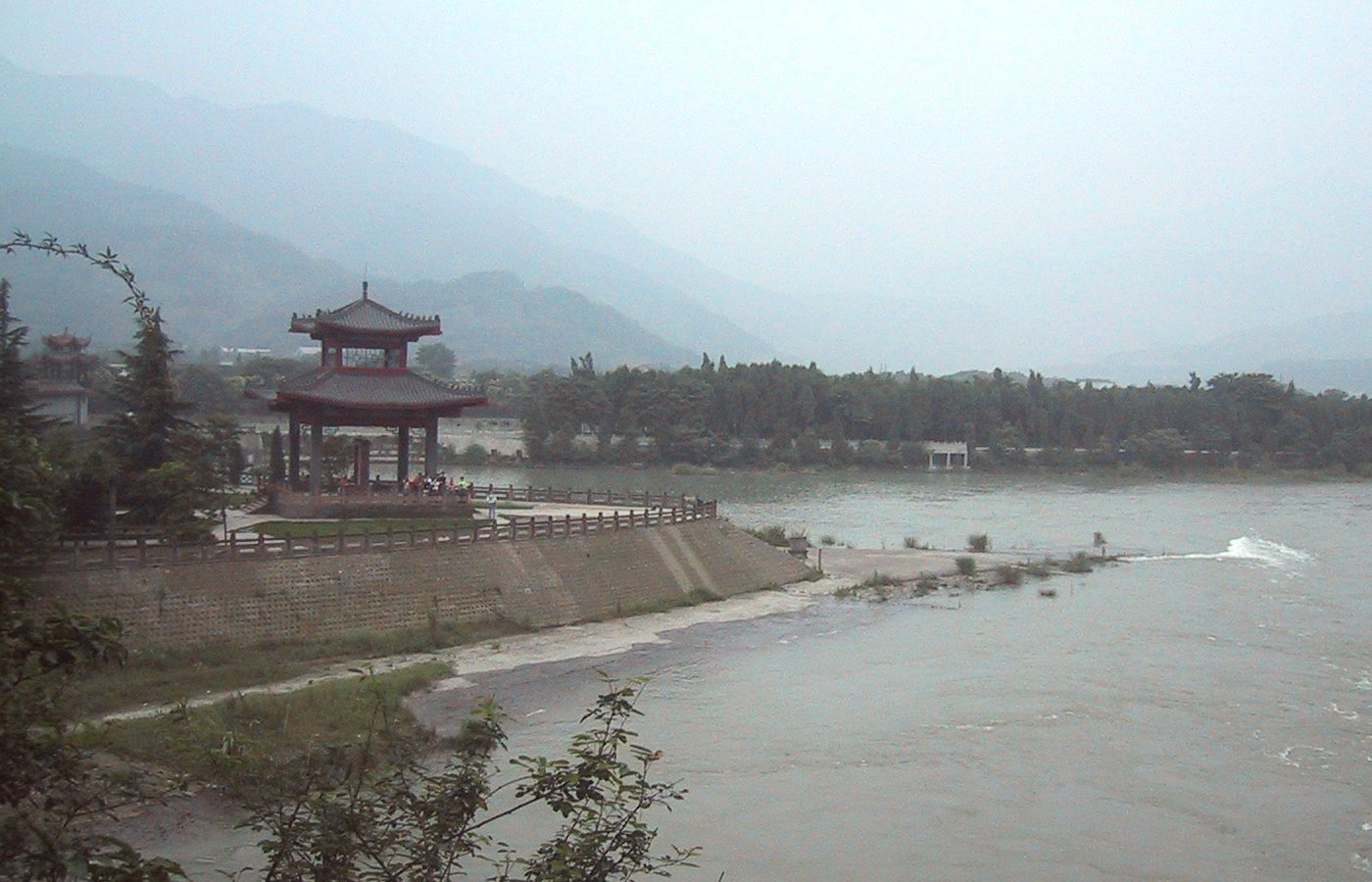
Dujiangyan Irrigation System.

Li Bing (李冰; Lǐ Bīng), fl. 277–256 f.Kr., var en kinesisk politiker och senare guvernör i den forna feodalstaten Shu.
Under kung Zhaoxiang av Qins femtioförsta regentår (ca 256 f.Kr.) uppförde Li Bing Dujiangyans bevattningssystem vid Minfloden. 
Efter att riket Qin 316 f.Kr. hade erövrat riket Shu i Sichuan påbörjades ett arbete för att kunna öka jordbruksproduktionen i området. Lösningen var att fördela och styra vattenflödet kring Minfloden ut över Chengduplatån till området kring Shus forna huvudstad (dagens Chengdu).Projektet fick namnet Dujiangyan (översatt 'Huvudstadens floddamm'). Uppdraget att genomföra projektet gick till Li Bing, som sedan 277 f.Kr. styrt Shu under den militära titeln guvernör. Projktet krävde mycket stora resurser från Qin, vilket bidrog till att Qin under perioden minskade de militära aktionerna mot sina grannländer.
Li Bing ledde även andra vattenrelaterade projekt och uppförde även sju broar över Minfloden och i området kring Chengdu.